# Juin 1983

## Événements
- Juin - octobre : manifestations, concerts de casseroles ou protestas contre le pouvoir organisés au Chili.
- 5 juin :
  - (tennis) : le français Yannick Noah remporte les Internationaux de France à Roland-Garros.
  - (Formule 1) : Grand Prix automobile de la côte est des États-Unis.

- 9 juin : 
  - Mário Soares, Premier ministre socialiste, forme un gouvernement portugais de « grande coalition » avec les conservateurs (fin en 1985).
  - Royaume-Uni : triomphe électoral du parti conservateur grâce à la division de ses adversaires.

- 10 juin : Création du musée de la Révolution française

- 11 juin (Royaume-Uni) : le monétariste Nigel Lawson devient chancelier de l'Échiquier (fin en 1989). Cependant, l'expérience monétariste tourne court dès 1985. La politique des taux d'intérêt tend à contrôler non plus la masse monétaire, mais le taux de change.

- 12 juin (Formule 1) : Grand Prix automobile du Canada.

- 18 juin : départ de la cinquante et unième édition des 24 Heures du Mans.

- 24 juin : Yasser Arafat est expulsé de Damas[1].

## Naissances
- 1er juin : Jake Silbermann, acteur américain.
- 3 juin : Shinsadong Tiger, musicien sud-coréen († 23 février 2024).
- 4 juin : Guillermo García-López, joueur de tennis espagnol.
- 8 juin : Kim Clijsters, joueuse de tennis belge.
- 10 juin : Marion Barber, joueur de football américain († 1er juin 2022).
- 12 juin : Bryan Habana, rugbyman sud-africain.
- 15 juin :
  - Fernanda Fuentes, cheffe chilienne.
  - Aurélie Vaneck, actrice française.
- 17 juin : Kazunari Ninomiya, chanteur d'Arashi.
- 17 juin : Lee Ryan, chanteur issu du groupe britannique Blue.
- 18 juin : Ben Haggerty, rappeur américain Macklemore.
- 19 juin : Mark Selby, Joueur de snooker anglais.
- 21 juin : Edward Snowden, informaticien américain.
- 25 juin : Yalda Hakim, journaliste australienne.
- 30 juin : Cheryl Cole, chanteuse anglaise.

## Décès
- 7 juin : Denise Glaser, productrice et présentatrice de télévision (° 30 novembre 1920).
- 14 juin : Ihor Kostetsky, écrivain, traducteur, critique littéraire et éditeur ukrainien (° 14 mai 1913).
- 29 juin : John Nordin, ingénieur suédois (° 9 mai 1887).